# Missanello
Missanello  község (comune) Olaszország Basilicata régiójában, Potenza megyében.

## Fekvése
A megye keleti részén fekszik. Határai: Aliano, Gallicchio, Gorgoglione, Guardia Perticara és Roccanova.

## Története
Első írásos említése 1072-ből származik.

## Népessége
A népesség számának alakulása:

## Főbb látnivalói
- San Nicola-templom
- San Rocco-templom